# Lee Jae-yong (Fußballspieler)
Lee Jae-yong (koreanisch 이재용; * 5. Dezember 2001) ist ein südkoreanischer Fußballspieler.

## Karriere
Lee Jae-yong stand die Saison 2024/25 beim thailändischen Drittligisten Nonthaburi United FC in der Provinz Nonthaburi unter Vertrag. Mit dem Verein spielte er 21-mal in der Western Region der Liga. Im Sommer 2025 wechselte er in die zweite Liga. Hier unterschrieb er in der Hauptstadt Bangkok einen Vertrag beim Kasetsart FC. Sein Zweitligadebüt gab er am 17. August 2025 (1. Spieltag) im Auswärtsspiel gegen den Chiangmai United FC. Bei dem 1:1-Unentschieden stand er in der Startelf und wurde in der 83. Minute gegen Kritsana Daokrajai ausgewechselt.